# کینتکس
کینتکس (انگلیسی: KinetX) شرکت هوافضای آمریکایی است، که در سال ۱۹۹۲ تأسیس شد.